# Gaetano Fontana
Gaetano Fontana (Catanzaro, 21 febbraio 1970) è un allenatore di calcio ed ex calciatore italiano, di ruolo centrocampista.

## Carriera

### Giocatore
Crebbe nel Catanzaro, squadra della sua città natale, e dopo una lunga gavetta (Reggina, Padova - dove esordì anche in Serie A - Alessandria, Juve Stabia), passò all'Ascoli, squadra di cui divenne presto capitano e con cui ottenne una promozione in Serie B nel 2001-2002.
Giocò successivamente con Fiorentina contribuendo alla promozione in Serie A e Napoli prima di chiudere la sua carriera dopo un fugace ritorno all'Ascoli nella stagione 2006-2007, chiusa con la retrocessione della squadra marchigiana.

### Allenatore
Nella stagione 2008-2009 inizia la sua nuova carriera da allenatore sulla panchina del Centobuchi, squadra marchigiana che milita in Serie D.
Nella stagione successiva 2009-2010, rimane per qualche mese inattivo, per essere poi chiamato il 2 marzo 2010 come nuovo allenatore della Santegidiese, squadra abruzzese che milita nel girone F della Serie D, in sostituzione di Aldo Ammazzalorso, esonerato dalla dirigenza vibratiana seppur in seconda posizione ad un punto da L'Aquila capolista; con Fontana, la squadra conclude il campionato sempre al secondo posto.
Nel mese di luglio 2013 gli viene affidata la panchina della Nocerina, in Lega Pro Prima Divisione. Il 30 ottobre ha rinnovato il contratto fino al 30 giugno 2015. Il 10 novembre 2013 però, si dimette da allenatore della Nocerina, dopo i fatti avvenuti durante la partita di Lega Pro contro la Salernitana, in cui alcuni giocatori hanno finto infortuni dopo minacce degli ultras, anche se esse sono rifiutate dalla società stessa. Nonostante le sue dimissioni continua ad allenare la squadra, anche dopo l'esclusione della Nocerina per illecito sportivo dal campionato di Lega Pro Prima Divisione il 29 gennaio 2014, dove viene anche condannato ad una squalifica di 3 anni e 6 mesi. Il 22 marzo 2016 viene graziato dalla FIGC, che gli condona i quindici mesi che gli restavano di fermo.
L'11 giugno seguente diventa il nuovo tecnico della Juve Stabia, militante in Lega Pro. Viene esonerato il 13 marzo 2017, dopo un periodo negativo per la squadra, che nel nuovo anno solare ha collezionato soltanto sei punti in otto partite.
Il 19 giugno 2017 viene scelto come nuovo allenatore del Cosenza, venendo però sollevato dall'incarico il 25 settembre, in seguito ad un inizio di campionato insoddisfacente (due pareggi e tre sconfitte nelle prime cinque giornate).
Il 18 giugno 2018 diventa il nuovo tecnico della Casertana, ma il 27 novembre 2018, viene esonerato con la squadra al settimo posto.
Il 22 luglio 2019 diventa allenatore del Fano. Il 2 dicembre 2019 viene sollevato dall'incarico lasciando momentaneamente la squadra all'ultimo posto in classifica
Il 26 luglio 2021 viene nominato nuovo tecnico dell'Imolese. Dopo aver salvato i rossoblù viene confermato anche per la stagione successiva, salvo essere poi esonerato a cinque giorni dalla partenza del ritiro.
Il 29 dicembre 2022 viene nominato nuovo tecnico della Turris, in Serie C, terminando il campionato al quindicesimo posto, salvando la squadra corallina con una giornata di anticipo, non venendo confermato per la stagione 2023-2024.
Il 16 Gennaio 2024 viene annunciato come nuovo allenatore del Latina, club di Serie C, dove subentra all' esonerato Daniele Di Donato. Termina la stagione regolare al decimo posto e ai play-off viene eliminato dal Taranto al primo turno.
Il 10 dicembre successivo viene ingaggiato come nuovo allenatore del Gubbio, militante nel girone B di Serie C, subentrando all'esonerato Roberto Taurino. Termina la stagione regolare all’undicesimo posto e ai play-off il Gubbio si ferma al primo turno venendo eliminato dall’Arezzo.

## Statistiche

### Statistiche da allenatore
Statistiche aggiornate al 4 maggio 2025.
| Stagione            | Squadra             | Campionato          | Campionato | Campionato | Campionato | Campionato | Coppe nazionali | Coppe nazionali | Coppe nazionali | Coppe nazionali | Coppe nazionali | Coppe continentali | Coppe continentali | Coppe continentali | Coppe continentali | Coppe continentali | Altre coppe | Altre coppe | Altre coppe | Altre coppe | Altre coppe | Totale | Totale | Totale | Totale | % Vittorie | Piazzamento |
| Stagione            | Squadra             | Comp                | G          | V          | N          | P          | Comp            | G               | V               | N               | P               | Comp               | G                  | V                  | N                  | P                  | Comp        | G           | V           | N           | P           | G      | V      | N      | P      | %          | Piazzamento |
| ------------------- | ------------------- | ------------------- | ---------- | ---------- | ---------- | ---------- | --------------- | --------------- | --------------- | --------------- | --------------- | ------------------ | ------------------ | ------------------ | ------------------ | ------------------ | ----------- | ----------- | ----------- | ----------- | ----------- | ------ | ------ | ------ | ------ | ---------- | ----------- |
| apr.-giu. 2009      | Centobuchi          | D                   | 6          | 2          | 3          | 1          | CI-D            | -               | -               | -               | -               | -                  | -                  | -                  | -                  | -                  | -           | -           | -           | -           | -           | 6      | 2      | 3      | 1      | 33,33      | Sub., 12º   |
| mar.-giu. 2010      | Santegidiese        | D                   | 9+2        | 4+1        | 3+1        | 2+0        | CI-D            | -               | -               | -               | -               | -                  | -                  | -                  | -                  | -                  | -           | -           | -           | -           | -           | 11     | 5      | 4      | 2      | 45,45      | Sub., 2º    |
| 2011-2012           | Santegidiese        | D                   | 34+2       | 10+0       | 6+0        | 18+2       | CI-D            | 5               | 4               | 0               | 1               | -                  | -                  | -                  | -                  | -                  | -           | -           | -           | -           | -           | 41     | 14     | 7      | 20     | 34,15      | 15º (retr.) |
| Totale Santegidiese | Totale Santegidiese | Totale Santegidiese | 47         | 15         | 10         | 22         |                 | 5               | 4               | 0               | 1               |                    | -                  | -                  | -                  | -                  |             | -           | -           | -           | -           | 52     | 19     | 10     | 23     | 36,54      |             |
| 2013-feb. 2014      | Nocerina            | 1D                  | 20         | 3          | 5          | 12         | CI+CI-LP        | 1+1             | 0+0             | 0+0             | 1+1             | -                  | -                  | -                  | -                  | -                  | -           | -           | -           | -           | -           | 22     | 3      | 5      | 14     | 13,64      | Escl.       |
| 2016-mar. 2017      | Juve Stabia         | LP                  | 29         | 14         | 7          | 8          | CI+CI-LP        | 2+1             | 1+0             | 0+0             | 1+1             | -                  | -                  | -                  | -                  | -                  | -           | -           | -           | -           | -           | 32     | 15     | 7      | 10     | 46,88      | Eson.       |
| lug.-set. 2017      | Cosenza             | C                   | 5          | 0          | 2          | 3          | CI+CI-C         | 1+0             | 0+0             | 0+0             | 1+0             | -                  | -                  | -                  | -                  | -                  | -           | -           | -           | -           | -           | 6      | 0      | 2      | 4      | &0,00      | Eson.       |
| lug.-nov. 2018      | Casertana           | C                   | 12         | 4          | 6          | 2          | CI+CI-C         | 2+1             | 1+0             | 1+0             | 0+1             | -                  | -                  | -                  | -                  | -                  | -           | -           | -           | -           | -           | 15     | 5      | 7      | 3      | 33,33      | Eson.       |
| lug.-dic. 2019      | Fano                | C                   | 17         | 2          | 4          | 11         | CI-C            | 2               | 0               | 0               | 2               | -                  | -                  | -                  | -                  | -                  | -           | -           | -           | -           | -           | 19     | 2      | 4      | 13     | 10,53      | Eson.       |
| 2021-2022           | Imolese             | C                   | 38+2       | 8+1        | 13+0       | 17+1       | CI-C            | 2               | 1               | 0               | 1               | -                  | -                  | -                  | -                  | -                  | -           | -           | -           | -           | -           | 42     | 10     | 13     | 19     | 23,81      | 17º         |
| dic. 2022-2023      | Turris              | C                   | 18         | 6          | 5          | 7          | CI-C            | -               | -               | -               | -               | -                  | -                  | -                  | -                  | -                  | -           | -           | -           | -           | -           | 18     | 6      | 5      | 7      | 33,33      | Sub., 15º   |
| gen.-giu. 2024      | Latina              | C                   | 17+1       | 7          | 3+1        | 7          | CI-C            | -               | -               | -               | -               | -                  | -                  | -                  | -                  | -                  | -           | -           | -           | -           | -           | 18     | 7      | 4      | 7      | 38,89      | Sub., 10º   |
| dic. 2024-2025      | Gubbio              | C                   | 20+1       | 7          | 6          | 7+1        | CI-C            | -               | -               | -               | -               | -                  | -                  | -                  | -                  | -                  | -           | -           | -           | -           | -           | 21     | 7      | 6      | 8      | 33,33      | Sub., 11º   |
| Totale carriera     | Totale carriera     | Totale carriera     | 233        | 69         | 65         | 99         |                 | 18              | 7               | 1               | 10              |                    | -                  | -                  | -                  | -                  |             | -           | -           | -           | -           | 251    | 76     | 66     | 109    | 30,28      |             |

## Palmarès

### Giocatore

#### Club

##### Competizioni nazionali
- Campionato italiano Serie C1: 2

Ascoli: 2001-2002
Napoli: 2005-2006
- Supercoppa di Lega Serie C1: 1

Ascoli: 2002